# Partido Galego Social Demócrata
O Partido Galego Social Democrata (PGSD) foi um partido nacionalista galego.
Fundou-se com o nome de Unión Socialdemócrata Galega ("União Socialdemocrata Galega") em Março de 1974, dirigido por José Luís Fontela e Alfonso Zulueta de Haz. Apenas conseguiu alguma implantação nas cidades, formou parte do Conselho de Forças Políticas Galegas (1976), abandonando-o conjuntamente com a UPG em 1977 por discrepâncias sobre a aceitação de forças estatais.
Concorreu em coligação com o Partido Popular Galego nas eleições gerais de 1977. Os maus resultados 23.014 votos (2'04%) propiciaram a formação de um novo partido, formado pelo PGSD e o PPG, com o nome de Partido Galeguista e o desaparecimento do PGSD.